# 克鲁特
克鲁特（法語：Crouttes，法語發音：[kʁut] ⓘ）是法国奥恩省的一个市镇，属于阿让唐区。

## 地理
克鲁特（48°55'25"N, 0°8'19"E）面积13.47 平方千米，位于法国诺曼底大区奧恩省，该省份为法国西北部内陆省份，北起顺时针与卡爾瓦多斯省、厄尔省、厄尔-卢瓦省、萨尔特省、马耶讷省和芒什省接壤。
与克鲁特接壤的市镇（或旧市镇、城区）包括：瓦勒德维、卡芒贝尔、莱尚波、勒勒努阿尔、维穆捷、利瓦罗派多日。

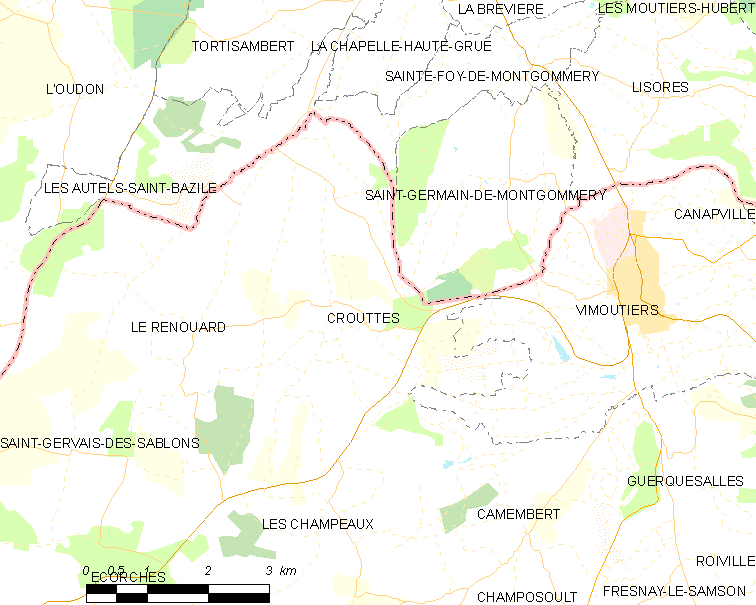
克鲁特的OSM定位图

克鲁特的时区为UTC+01:00、UTC+02:00（夏令时）。

## 行政
克鲁特的邮政编码为61120，INSEE市镇编码为61139。

## 政治
克鲁特所属的省级选区为维穆捷县。

## 人口

1962-2008年间克鲁特人口变化图示

克鲁特于2022年1月1日时的人口数量为304人。